# 伊拉克石油公司
伊拉克石油公司，前身为土耳其石油公司，是伊拉克的一家石油公司。
1914年，奧斯曼土耳其帝國政府同意把摩苏尔省和巴格达省的石油开采权租借给土耳其石油公司。1925年至1961年间伊拉克境內幾乎所有的石油钻探和生产業務都被該公司垄断。
1972年6月，伊拉克阿拉伯复兴社会党—伊拉克地区政府将伊拉克石油公司国有化，其业务由伊拉克国家石油公司接管。 伊拉克石油公司停止运营，不過名義上仍未解散。2014年4月至2015年9月，伊拉克石油公司开始进行破产清算。2015年12月，伊拉克石油公司正式宣告破产解散。